# 皇天羽花介
皇天羽花介（学名：Cytheropteron huangtien）为尾花介科羽花介屬下的一个种。